# Russell Harlan
Russell Harlan (* 16. September 1903 in Los Angeles, Kalifornien; † 28. Februar 1974 in Newport Beach, Kalifornien) war ein US-amerikanischer Kameramann.

## Leben
Nach Arbeit als Stuntman wechselte Harlan zur Filmtechnik und drehte als Kameramann zunächst B-Pictures wie Paramounts Hopalong-Cassidy-Reihe, in den 1940er Jahren aber auch aufwändigere B-Produktionen unter anderem für den Produzenten Harry Sherman. 1946 startete seine langjährige Zusammenarbeit mit dem Regisseur Howard Hawks: Der bereits 1946 gedrehte Western Red River war der Beginn des Aufstiegs zum A-Kameramann. Filmhistorisch bemerkenswert ist hier eine zum ersten Mal stilistisch bewusst eingesetzte dynamische Handkamera in einer Hollywood-Produktion (Prügelszene an der Viehtränke).
Harlan galt als Outdoor-Spezialist, dessen diesbezügliche Fähigkeiten besonders in den Hawks-Western Red River und The Big Sky – Der weite Himmel sowie in den Afrika-Aufnahmen von Hatari!, aber auch in den Wüsten-Bildern von Tobruk deutlich werden.
Harlan wurde mehrfach für den Oscar nominiert, ohne ihn jemals zu erhalten: für die beste Schwarzweiß-Kamera 1952 (The Big Sky – Der weite Himmel), 1955 (Die Saat der Gewalt) und 1963 (Wer die Nachtigall stört), außerdem 1963 (Hatari!), 1966 (Das große Rennen rund um die Welt) und 1967 (Hawaii) für seine Farbfotografie. Seine Karriere beendete er 1970 mit dem Blake-Edwards-Film Darling Lili.
Russell Harlan starb 1974 in Newport Beach, Kalifornien, und wurde auf dem Forest Lawn Memorial Park-Friedhof in Glendale, Kalifornien, begraben.

## Filmografie (Auswahl)
- 1941: Araber, Beduinen und Betrüger (Outlaws of the Desert)
- 1942: Der König von Texas (American Empire)
- 1942: Silver Queen
- 1943: Der Sheriff von Kansas (The Kansan)
- 1943: Tarzan, Bezwinger der Wüste (Tarzan's Desert Mystery)
- 1943: Eine Frau für den Marshall (The Woman of the Town)
- 1945: Landung in Salerno (A Walk in the Sun)
- 1947: Die Farm der Gehetzten (Ramrod)
- 1948: Flucht nach Nevada (Four Faces West)
- 1948: Red River
- 1949: Die Goldräuber von Tombstone (Bad Men of Tombstone)
- 1950: Gefährliche Leidenschaft (Gun Crazy)
- 1950: Tarzan und das Sklavenmädchen (Tarzan and the Slave Girl)
- 1950: Hotel der Verlorenen (Guilty Bystander)
- 1950: Unter Einsatz des Lebens (Southside 1-1000)
- 1951: Das Ding aus einer anderen Welt (The Thing from Another World)
- 1952: The Big Sky – Der weite Himmel (The Big Sky)
- 1952: Wildes Blut (Ruby Gentry)
- 1954: Terror in Block 11 (Riot in Cell Block 11)
- 1955: Die Saat der Gewalt (Blackboard Jungle)
- 1955: Land der Pharaonen (Land of the Pharaohs)
- 1956: Die letzte Jagd (The Last Hunt)
- 1956: Vincent van Gogh – Ein Leben in Leidenschaft (Lust for Life)
- 1957: Zeugin der Anklage (Witness for the Prosecution)
- 1958: U 23 – Tödliche Tiefen (Run Silent, Run Deep)
- 1958: Mein Leben ist der Rhythmus (King Creole)
- 1959: Rio Bravo
- 1959: Tag der Gesetzlosen (Day of the Outlaw)
- 1959: Unternehmen Petticoat (Operation Petticoat)
- 1960: Alle lieben Pollyanna (Pollyanna)
- 1960: Sunrise at Campobello
- 1961: Hatari!
- 1962: Wer die Nachtigall stört (To Kill a Mockingbird)
- 1962: Am schwarzen Fluß (The Spiral Road)
- 1963: Der Kommodore (A Gathering of Eagles)
- 1964: Ein Goldfisch an der Leine (Man’s Favorite Sport?)
- 1964: Die Frau seines Herzens (Dear Heart)
- 1965: Das große Rennen rund um die Welt (The Great Race)
- 1966: Hawaii
- 1967: Tobruk
- 1970: Darling Lili